# Акутна лимфоцитна леукемија
Акутна лимфоцитна леукемија је врста акутних леукемија. То је болест код које се јављају незрели и абнормални лимфоцити у крви или коштаној сржи. Многи је карактеришу и као малигну болест крви.

## Опис болести
Лимфоцити су ћелије које производи коштана срж и други делови лимфног система које учествују у борби против инфекција у организму. Иначе, коштана срж је сунђерасто ткиво које се налази у дугим костима и она производи осим лимфоцита и црвена крвна зрнца, бела крвна зрнца и крвне плочице. Лимфоцити се налазе у безбојној течности, лимфи, која испуњава лимфне судове и део је лимфног система. Они учествују у одбрамбеној функцији организма стварајући антитела на сва страна тела унета у организам. У току акутне лимфоцитне леукемије лимфоцити не сазревају до краја и долази до њихове хиперпродукције. Код особа код којих је присутна ова малигна малформација коштане сржи долази до учесталих крварења, пада имунског система (учестале инфекције) и присуство анемије, што је последица немогућности производње нормалних крвних ћелија. Ова болест брзо напредује, јавља се и код деце и код одраслих, па је у зависности од доба и лечење специфично. Акутна лимфоцитна леукемија одговорна је за 80% акутних леукемија код деце, и најучесталија је у доби између 3 и 7 година. Она се такође јавља и код одраслих особа, где обухвата 20% свих леукемија. Учесталост појаве леукемије је 6 болесника од 100.000 људи.

## Фактори ризика
Стручњаци сматрају да за већину случајева акутне лимфоцитне леукемије не постоји јасан узрок настанка. Међутим сматра се да зрачење, неки отрови попут бензена, и поједине канцерогене супстанце доприносе развоју леукемије. Као и код већине малигних болести битан фактор настанка болести је и генетика.

## Симптоми
Почетак болести је обично нагао. Симптоми и знаци болести настају као последица замене нормалних крвних ћелија малигним ћелијама из коштане сржи. Услед производње нефункционалних црвених крвних зрнаца настаје анемија, која може бити различите јачине и јавља се као слабост, малаксалост, вртоглавица и бледило коже. Болест код деце често почиње боловима у зглобовима и костима. Немогућност производње нормалних белих крвних зрнаца доводи до склоности ка инфекцијама које могу бити на кожи, плућима или може да постоји сепса. Повишена температура и знојење могу бити изазвани самом болешћу. Крварења настају због смањеног броја нормалних крвних плочица и манифестују се на кожи у виду модрица или крварењем из слузокоже. Акутну лимфоцитну леукемију је обично тешко одредити јер су први симптоми неспецифични, својствени многим другим обољењима, попут грипа, и различитих инфекција.

## Лабораторијски налаз
У перифемој крви налази се анемија, гранулоцитопенија и тромбоцитопенија. Број белих крвних зрнаца може бити нормалан, смањен или повећан. Код одраслих болесника број леукоцита је висок.

## Лечење
Код деце између 3-10. године живота прогноза је добра јер се код преко 50% болесника постиже излечење хемотерапијом и трансплантацијом коштане сржи. Хемотерапија се углавном састоји од комбинације 3 до 8 лекова. Код 70-80% одраслих постиже се ремисија, која просечно траје око 18 месеци, а затим настају рецидиви болести које је све теже лечити, јер се ремисије теже постижу и краће трају. Око 20-30% одраслих болесника преживи 5 година. Болесници умиру због напредовања леукемије, инфекције, крварења или других компликација. На прогнозу болести утиче животно доба болесника. Трансплантација коштане сржи након хемотерапије високим дозама једини је избор лечења за случајеве кад долази до рецидива или кад они не реагују на друга лечења.